# Pętla Barnarda
Pętla Barnarda (oznaczenie katalogowe SH 2-276) – mgławica emisyjna w gwiazdozbiorze Oriona. Jest to część obłoku molekularnego, który zawiera również mgławice: Koński Łeb i Wielka Mgławica w Orionie. Pętla ma formę dużego łuku, którego środek leży w pobliżu Wielkiej Mgławicy w Orionie. Gwiazdy w Mgławicy Oriona uważa się za odpowiedzialne za jonizację gazu w Pętli.
Obserwowana z Ziemi Pętla rozciąga się na około 600 minut kątowych (około 10°), obejmując znaczną część gwiazdozbioru Oriona.
Jest dobrze widoczna na fotografiach o długiej ekspozycji.
Szacuje się, że znajduje się w odległości około 1600 lat świetlnych od Ziemi, co oznacza, że rzeczywiste rozmiary wynoszą około 300 lat świetlnych. Uważa się, że jest pozostałością po wybuchu supernowej, który miał miejsce około 2 milionów lat temu, czego wynikiem może być również szybki ruch kilku znanych gwiazd uciekających, w tym AE Aurigae, Mi Columbae i 53 Arietis, co do których sądzi się, że mogły być składnikami układu wielokrotnego gwiazd, w którym jeden składnik wybuchł jako supernowa.
Chociaż możliwe jest, że William Herschel jako pierwszy zobaczył ją w 1786 roku, jej odkrycie zazwyczaj przypisywane jest Edwardowi Barnardowi (on sam początkowo nazwał ją „Pętlą Oriona”), który wykonał jej zdjęcie w 1895 roku.

## Galeria zdjęć

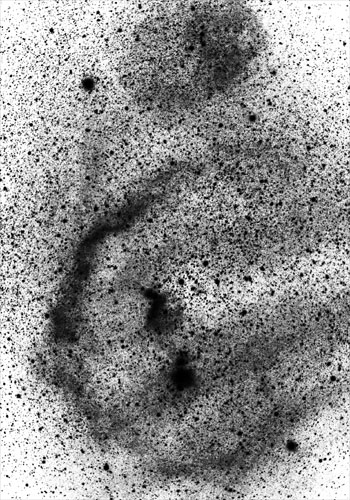
Powyższe czarno-białe zdjęcie Pętli Barnard (w odwróconych kolorach), wykonane w świetle czerwonym, pozwala lepiej dostrzec kształt mgławicy
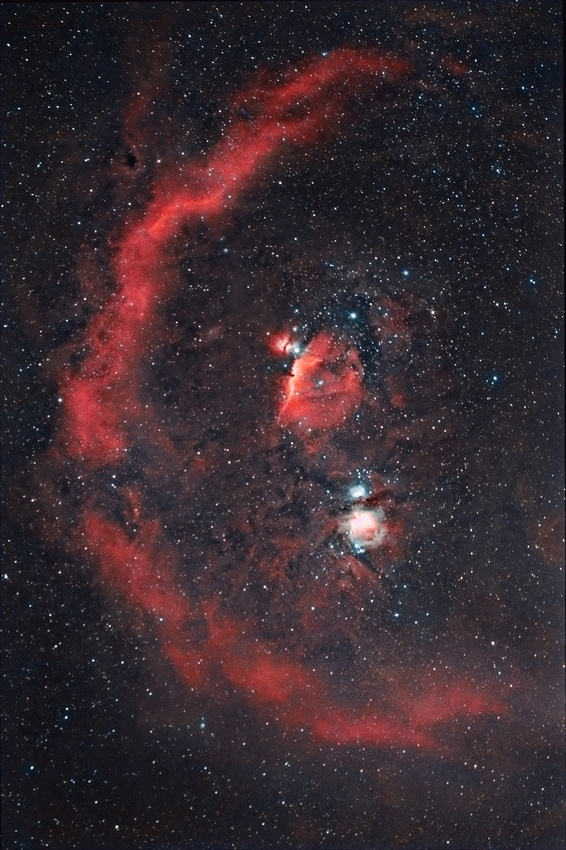
Pętla Barnarda zobrazowana za pomocą kombinacji światła białego i linii wodoru alfa, pozwala obejrzeć barwy i szczegóły tej ogromnej konstrukcji. Wyraźnie widoczne są również mgławice M42 i Koński Łeb.